# Вулиця Рейнгольда Глієра
Ву́лиця Рейнго́льда Гліє́ра — вулиця у Святошинському районі міста Києва, селище Жовтневе. Пролягає від вулиці Мельниченка до Жмеринської вулиці.
Прилучаються вулиці Петра Дорошенка і Академіка Біляшівського.

## Історія
Вулиця виникла в 1950-х роках, мала назву вулиця Чапаєва, на честь начдива Червоної армії Василя Чапаєва). З липня 1965 року — вулиця Глієра, на честь композитора і диригента Рейнгольда Глієра. 
З листопада 1965 року — вулиця Примакова, на честь радянського військовика Віталія Примакова.
Сучасна назва на честь композитора і диригента Рейнгольда Глієра — з 2016 року.